# Jõetaguse (Kadrina)
Jõetaguse is een plaats in de Estlandse gemeente Kadrina, provincie Lääne-Virumaa. De plaats telde 102 inwoners in 2021 en heeft de status van dorp (Estisch: küla).
Jõetaguse ligt ten zuidoosten van Kadrina, de hoofdplaats van de gemeente, aan de rivier Loobu.